# Bigger Houses
Bigger Houses è il quinto album in studio del duo musicale statunitense Dan + Shay, pubblicato nel 2023.

## Tracce
1. Breakin' Up with a Broken Heart – 2:59
2. Save Me the Trouble – 3:20
3. Heartbreak on the Map – 3:16
4. Always Gonna Be – 2:52
5. For the Both of Us – 2:45
6. Then Again – 2:50
7. Heaven + Back – 3:08
8. What Took You So Long – 3:04
9. Missing Someone – 3:05
10. We Should Get Married – 3:41
11. Neon Cowgirl – 3:30
12. Bigger Houses – 3:17

## Formazione
- Dan Smyers – voce, programmazione, produzione, sintetizzatore (4, 6), violoncello (9)
- Shay Mooney – voce
- Jimmie Lee Sloas – basso (1–11)
- Nir Z – batteria, percussioni (1–11)
- Derek Wells – chitarra elettrica (1–11)
- Bryan Sutton – chitarra acustica (1–5, 7–10, 12), mandolino (1, 4, 12), dobro (1, 12), banjo (4, 7), chitarra resofonica (4), basso (12)
- Aubrey Haynie – fiddle (1, 4, 5, 10, 11)
- Gordon Mote – piano (1–11), organo Hammond (1–4, 7, 9, 10), arrangiamento archi (2, 5, 8), sintetizzatore (2, 3), tastiera (10, 11)
- Paul Franklin – steel guitar (1, 4–10), lap steel guitar (9)
- Russ Pahl – steel guitar (2, 3)
- Charles Judge – arrangiamento archi (2, 8), sintetizzatore (2, 5, 8)
- Abby Smyers – voce (4)
- Nick Gold – violoncello (5, 8)
- Sari Reist – violoncello (5, 8)
- Joel Reist – contrabbasso (5, 8)
- Carl Larson – viola (5, 8)
- Seanad Chang – viola (5, 8)
- Alicia Enstrom – violino (5, 8)
- Alison Hoffman – violino (5, 8)
- Jenny Bifano – violino (5, 8)
- Jessica Blackwell – violino (5, 8)
- Jimin Lim – violino (5, 8)
- Ilya Toshinskiy – chitarra acustica (6, 11)
- Jordan Reynolds – programmazione, chitarra resofonica (6)
- Matt Dragstrem – chitarra elettrica, programmazione (7)
- Jimmy Robbins – programmazione (8)